# Plateau Exmouth
Il Plateau Exmouth è un margine passivo estensionale allungato in direzione nord-est, situato nell'Oceano Indiano circa 3.000 metri al 
largo della costa nordoccidentale dell'Australia Occidentale.
Il plateau forma l'unità strutturale più occidentale del Bacino Carnavaron, che comprende i sub-bacini Exmouth, Barrow, Dampier, Beagle e la Piattaforma Rankin.
Exmouth faceva anticamente parte della costa settentrionale della parte orientale del Gondwana, fino a quando il supercontinente si frammentò tra il Giurassico superiore e il Cretaceo inferiore, lasciando dietro di sé la crosta oceanica delle piane abissali Argo, Cuvier e Gascoyne che ora circondano il margine distale del plateau Exmouth.

## Evoluzione tettonica

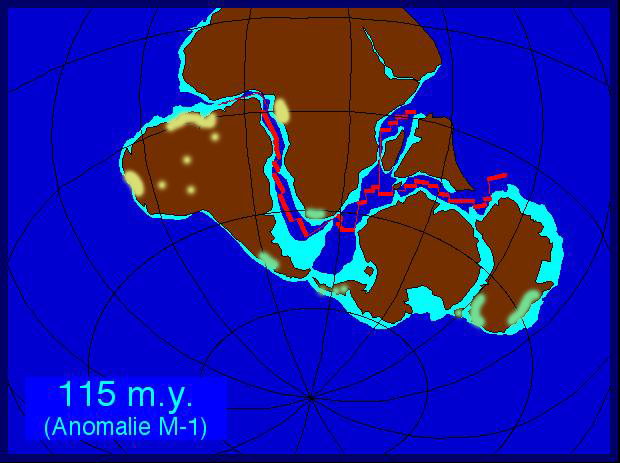
Il Gondwana nel corso del Cretaceo inferiore

Nel corso del Giurassico superiore il Gondwana iniziò a frammentarsi in due spezzoni, il Gondwana occidentale, che era composto dalle masse continentali del Sud America e dell'Africa, e il Gondwana orientale, che comprendeva Madagascar, India, Antartide e Australia. Durante questo periodo l'Australia condivideva il suo margine meridionale con l'Antartide e il margine occidentale (che oggi è diventato il Plateau Exmouth) con l'India.
La formazione del margine settentrionale del Plateau Exmouth, che oggi è la piana abissale Argo, ebbe inizio 155 milioni di anni fa quando l'Australia si separò da un frammento continentale della Placca birmana probabilmente andato in subduzione al di sotto dell'Asia.
20 milioni di anni più tardi, la massa continentale indiana si staccò dall'Australia occidentale formando il margine centrale e meridionale del Plateau Exmouth, oggi rappresentato dalle piane abissali Cuvier e Gascoyne. 
Con il progredire del distacco dalla massa continentale antartica, l'Australia migrò in direzione nordest assumendo contemporaneamente una rotazione in senso antiorario che la portò alla sua attuale localizzazione, lasciando il Plateau Exmouth lungo il bordo occidentale del continente.

### Triassico superiore
All'inizio del Triassico superiore, ingenti volumi di sedimenti si accumularono al largo della costa dell'Australia occidentale fino all'estremità settentrionale del Plateau Exmouth nei pressi del delta del Mungaroo. Tra il Carnico (237-228 Ma) e il Norico (228-209 Ma) si depositarono sedimenti di argilla, arenaria e il detrito che poi andò a formare il carbone trovato nella Formazione Mungaroo. Con il progredire della fratturazione tra India e Australia, le intrusioni magmatiche lungo la sezione più occidentale del Plateau Exmouth provocarono un'ulteriore fratturazione dei margini più esterni.
Alla fine del Triassico superiore (209-201 Ma) l'attività tettonica rallentò e i quantitativi di sedimenti deltizi depositatisi erano inferiori a quelli del Carnico e Norico, mentre si trovano maggiori quantitativi di depositi marini carbonatici.